# バタシー
バタシー（英: Battersea）は、ロンドン南部・ワンズワース区のテムズ川南岸で、住宅が多く建ち並ぶインナーシティ地区である。ロンドン南東部の主要公園のひとつ、バタシー・パークがあるほか、地区はチャリング・クロスから南東に2.9マイル (4.7 km)の位置にある。
かつて地域一利用者の多い駅だったクラパムジャンクション駅では、ロンドン地下鉄の主要な2路線が交差する。この路線沿いには、区営住宅であるカウンシル・ハウスがいくつか建ち並んでいるが、これは旧バタシー発電所や、機関車・客車・重工業工場の跡地などを活用したものであり、現在ではブルータリズムな建物から広い庭園まで幅広く備える地区になっている。テムズ川や庭園沿いには、典型的なロンドン風の私有家屋も多く建ち並んでいる。
2001年時点での地区の人口は87,877人、2011年時点での人口は106,709人であった。ニュー・コヴェント・ガーデン・マーケットやロイヤル・アカデミー・オブ・ダンスなどもこの地区に位置している。ワンズワース・コモンやクラパム・コモンは、地区の境界の一部を成しているが、この一帯は伝統的に「ナイン・エルムズ」（英: Nine Elms）と呼ばれている。バタシー地区の鉄道駅は、ロンドンのトラベルカード・ゾーンでゾーン2に属している。

## 歴史
元々サリーの一部だったバタシーの中心地は、ファルコンブルック河口の島に建てられた教会だった。ファルコンブルック（英: Falconbrook）は、トゥーティング・ベク・コモンから上り、南ロンドンの地下を流れてテムズ川に出る小さな河川である。
この地区は、アングロ・サクソン人の時代には「バドリック (Badric) の島」を意味する "Badrices īeg" と呼ばれており、後に "Patrisey" と呼ばれるようになった。大きな河川の近くにある元小教区の例に漏れず、地区には干拓された湿地帯や、小川を暗渠の排水溝に流したカルヴァートもいくつか含まれていた。
この地区では、9世紀に創建されたという聖メアリー教会が有名である。現在の教会堂は1777年に完成したもので、1782年には詩人・画家のウィリアム・ブレイクと妻キャサリン・バウチャーの結婚式がここで執り行われた。また、アメリカ独立戦争時の大陸軍将軍・ベネディクト・アーノルドは、妻ペギー・シッペンや娘と共に、この教会の地下聖堂に埋葬された。
集落はドゥームズデイ・ブックにも現れ、聖ペテロ修道院（ウェストミンスター）（英: St Peter's Abbey, Westminster）が保有する、Patricesy という名前の地区として記録されている。地所には18ハイド・17プラウランドの耕作地があり、年間42ポンド9シリング8ペンスの価値に相当する7つの製粉所、82エーカー (33 ha)の草地、50匹のブタ分の価値がある疎林などが含まれていた。地所全体で、75ポンド9シリング8ペンスの価値があるとされた。
バタシーの旧教区には、ブロムリー区ペンジ・クリスタル・パレスに、数百エーカーの飛地が存在した。バタシー教区は、1899年ロンドン地方自治法（英: The London Government Act of 1899）に基づいて作られた、メトロポリタン・バラ・オブ・バタシー (Metropolitan Borough of Battersea) の一部を成していた。また、この法律が元で、バタシー内の集落だったペンジは別個のアーバン・ディストリクトを形成するようになり、ケントに移管された。

### 農業
産業革命以前、この広い教区の大半は農場であり、人口密集地のシティ・オブ・ロンドンを取り囲んで食糧を供給していた。また特産品として、ラベンダーやアスパラガスの栽培、養豚が行われていた。ラベンダーが育てられていたラヴェンダー・ヒルには、現在同名の通りが存在する。アスパラガスは "Battersea Bundles"（意味：バタシー包み）として売られていた。また養豚が行われていたピッグ・ヒル（英: Pig Hill、ブタ丘の意味）は、後のシャフツベリー・パーク・エステートに当たる。18世紀終わりには、バタシー教区の300エーカー (1.2 km2)を超える土地が20近くの市場向け菜園で占められたが、これらはそれぞれ5エーカー (20,000 m2)から60エーカー (240,000 m2)の土地を賃借りしていた。近隣の村落であるワンズワースやアールスフィールド（ガラットのハムレット）、トゥーティング、バラムとは野原で隔てられていた。他の郊外地同様、バタシーや近隣の地区には、ロンドンの資産家や伝統的な荘園を相続した人々が自分の住宅を建てた。

### 産業

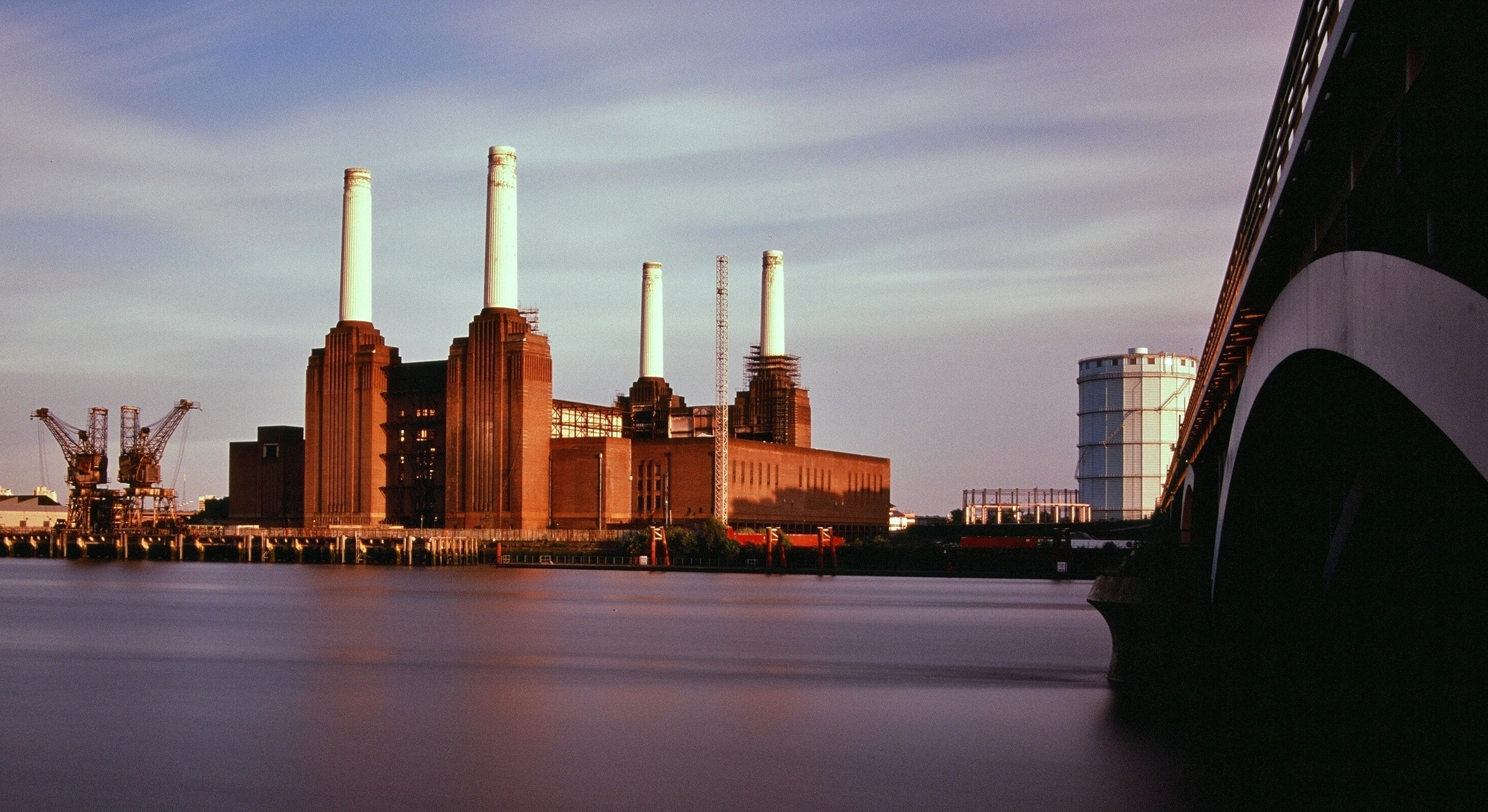
バタシー発電所

この地区の産業は、北東部のバタシー・ワンズワース境界付近に集中していたが、これはテムズ川や、ワンズワースでテムズ川に出るワンドル川の水運によるものである。地区への入植は、16世紀のプロテスタント職人であるユグノー移民から始まった。彼らは宗教的迫害を逃れるためイングランドへ渡り、この地区でラベンダーを育てたり庭園を作ったりしたほか、製粉場や醸造所、染色工場、漂白工場、キャラコへの印刷業など幅広い業種の産業を営み始めた。産業は、1750年代からの産業革命期間、テムズ川の土手に沿って東側に発展していったが、これは川の水を運輸や蒸気機関などに利用したためである。テムズ川に掛けられた橋もまた、産業の発展を後押しした。1マイル (1.6 km)ほど西にあるパトニー橋は1729年に、北側の境界域中心部にあるバタシー橋は1771年に建設されている。川から入った内陸部では、農村の農業共同体が存続していた。
テムズ川沿いには、卓越した大農場がいくつも存在した。中でもモーガン・クルーシブル・カンパニー（現：モーガン・アドバンスド・マテリアルズ）が有名で、今日まで生き残ってロンドン証券取引所にも上場している。また、自転車灯のオイル生産をしていたプライシズ・キャンドルズ（英: London Stock Exchange）や、オーランド・ジョーンズ・スターチ・ファクトリー（英: Orlando Jones' Starch Factory）も著名である。1874年に英国陸地測量局が制作した地区の地図では、現在のワンズワース橋に当たる場所からバタシー・パークにかけて、デンプン工場、絹工場、（セント・ジョンズ・カレッジ、聖メアリー教会）、麦芽製造所、トウモロコシ粉ひき場、オイル・グリース工場（プライシズ・キャンドルズ）、化学工場、Plumbago Crucible works（後のモーガン・クルーシブル・カンパニー）、別の化学工場、硝石工場、鋳物工場が立ち並んでいた。なお、この区間には船用として多数の波止場が存在した。
バタシー発電所は、1929年に建設が開始され、1939年に完成した。18世紀遅くから比較的最近まで、バタシー地区（特にその北部）は工業地区として知られ、この影響から公害や劣悪な住環境に悩まされてきた地域でもあった。
1970年代にこの地区の工業は衰退し、他地区へ移転していった。地元政府は、戦後建てられた年代物の住宅が抱える問題点を解決しようと考え、大規模な撤去作業と計画的な住宅建設を行った。地元政府による大規模改修が終了してから数十年で、バタシーは事業家や高収入者が地下鉄沿線の公園沿い・川沿いに多く住む地区へと再興され、結果として大規模建設も行われた。また工場は取り壊され、現代的なマンションへと建て替えられた。カウンシルが保有する不動産のいくつかは売却され、働く男性向けの伝統的なパブも、より高級なビストロへ変えられた。バタシー地区の鉄道沿線には、ワンズワース区が保有する、恵まれない人向けの地方自治体住宅（英: local authority housing）が点在する。これらの地区は、ヴィクトリア朝に建設された後、スラム街になっているとして非難された。

### 鉄道の時代

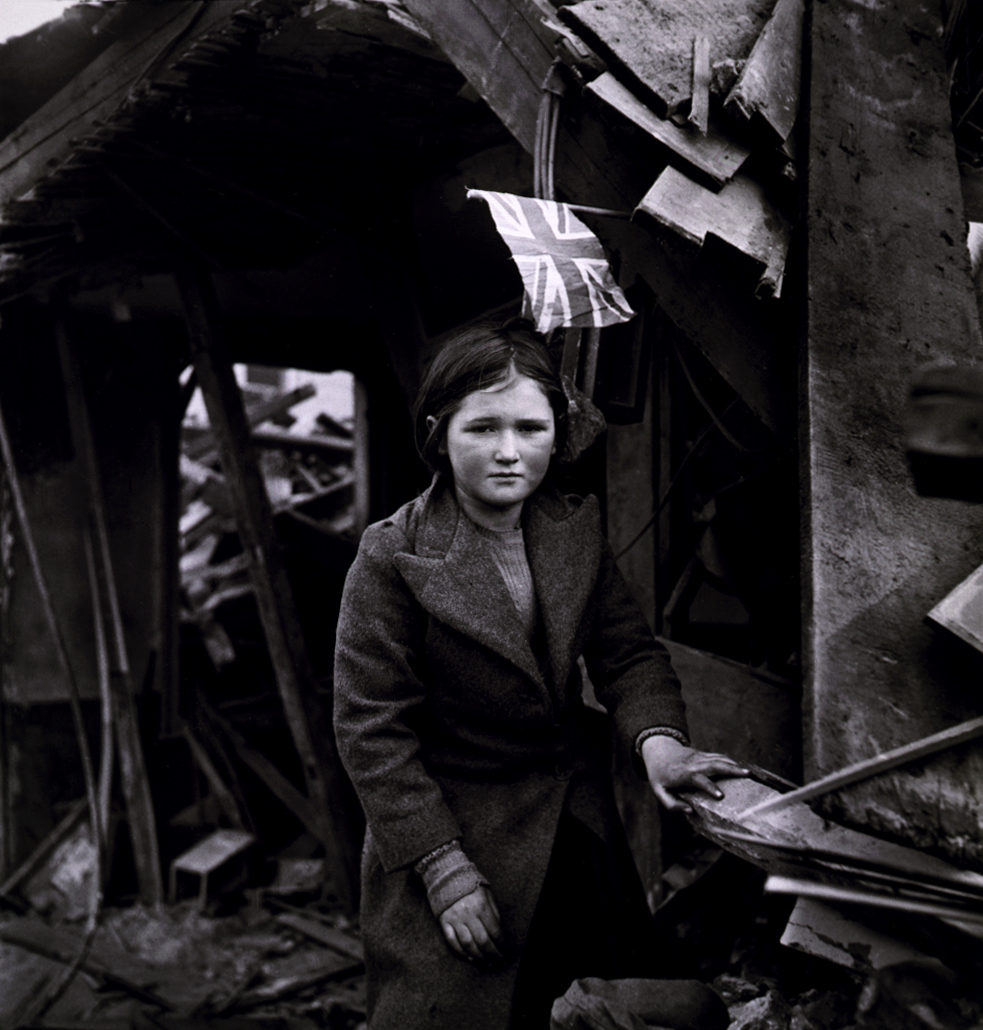
1945年1月27日のV2ロケットによるバタシー地区爆撃後の写真

バタシーは、鉄道の敷設で大転換した地区である。ロンドン・アンド・サウサンプトン・レイルウェイ・カンパニー（英: The London and Southampton Railway Company）は、1838年に、バタシー地区を通過する東西の鉄道を建設した。地区の北西角にある、最初のナイン・エルムズ駅が、この鉄道の終点となった。これから22年の間で更に5本の鉄道が開通し、ウォータールー駅やヴィクトリア駅発の列車は、現在同様にこの地区で交差するようになった。1863年には、地区北西にあった鉄道のジャンクションに、中継駅が建設された。この駅には、1マイル弱離れた場所にある粋な街から名前を取って、「クラパム・ジャンクション」とされた。20世紀初頭には、駅名を「バタシー・ジャンクション」に変えようとのキャンペーンも展開されたが、この運動は頓挫している。19世紀後半の数十年で、バタシーは都市鉄道の中心地へと発展した。ナイン・エルムズとロングヘッジには機関車工場ができ、さらに車庫も3つ（ナイン・エルムズ、ステュアート、バタシー）作られたが、これらは全て、地区北側の比較的小さなエリアに位置していた。この建設の影響は急激に訪れ、1840年には6,000人の人口しかなかった地区に、1910年には16万8,000人が居住するようになった。またバタシー・パーク、クラパム・コモン、ワンズワース・コモンなどの緑地や、いくつかの小地区は残されたが、その他の農場は全て建て替えられた。農場の跡地には、北から南に、工業ビル、その多くが現存する広大な鉄道施設や待避線、労働者向けのスラム住宅などが建てられた。うちスラム住宅は、東西に走る鉄道の北側に多くが位置した。また地区の南側には、次第に高級住宅としてのテラスハウスが建ち並ぶようになった。
鉄道駅の建設を受けて、自治体は庁舎をクラパム・ジャンクション駅周辺部のエリアに建設した。1880年代から1890年代にかけて、役場、図書館、警察署、裁判所、郵便局などの公共施設がラヴェンダー・ヒル沿いに新しく建てられている。駅の反対側にあるアーディング・アンド・ホッブズ百貨店は、建設された1885年当時において、この形式の建物として最大のものだったほか、駅近くの通りは地域の商店街として発展した。地区には巨大なミュージック・ホール、ザ・グランド（英: The Grand）が駅の反対側にあったが、現在ではより小規模なバンド向けのナイトクラブ・ライブ会場に作り替えられている。また役場の隣にはシェイクスピア・シアター（英: The Shakespeare Theatre）と呼ばれる大きな劇場があったが、爆撃を受けた後再興された。駅周辺にあったこれらの建物は、地区南側の新たな中心部へと移転され、ファルコン・ロード（英: Falcon Road）の拡張も相まって、元々の村でのメイン・ロードだったバタシー・ハイ・ストリート（英: Battersea High Street）はすっかり取り残されてしまった。

### 住宅地

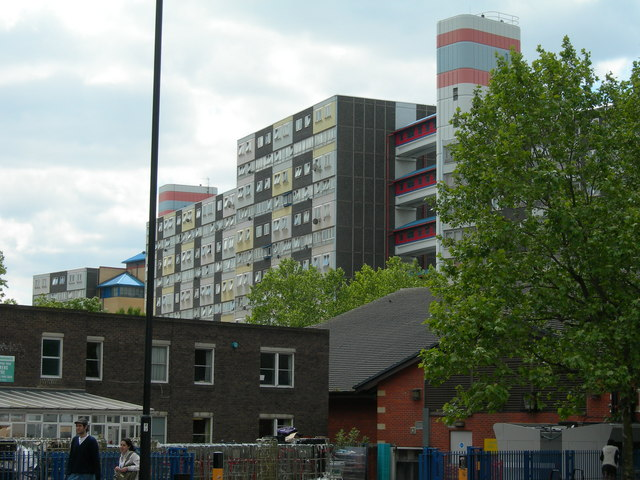
ドディントン&ロロ・エステート（Doddington and Rollo Estate）

バタシーには、20世紀中盤に建てられた公設住宅(カウンシル・エステート)が多く建ち並ぶ広大な地区がある。これらの住宅は、ほとんどが鉄道線路の北側に位置し、西はフェアフィールド、東はクイーンズタウンまで広がっている。
1877年にこの地区に建設されたシャフツベリー・パーク・エステートは、ロンドンばかりでなくイギリスでも最初の公設住宅（自治体によって開発されたという意味で）であった。
地区には特に有名なエステートが4つある。この中で最も有名であろうウィンスタンリー・エステート（英: The Winstanley Estate）は、ガレージバンドのソー・ソリッド・クルー（英: So Solid Crew）が結成された場所として知られている。この邸宅はクラパム・ジャンクション駅の北に隣接しており、2015年には、当時のボリス・ジョンソン・ロンドン市長によって、新しいハウジング・ゾーンのひとつとして広域的に再開発させることが提言され、検討が進んでいる。チェルシーに面した北側にはサリー・レーン・エステート（英: The Surrey Lane Estate）、バタシー・パーク・ロード上にはドディントン&ロロ・エステート（英: The Doddington and Rollo Estate）が存在する。また、東側でヴォクソールに面した場所には、バタシー発電所にも程近いパトモア・エステート（英: The Patmore Estate）が位置する。
他にも、これより小さな邸宅として、ヨーク・ロード、サマセット、サヴォナ、バドリック・コート、ピーボディ・エステート、ウィンター・ストリート・エステート、エセルバーガ・エステート、カンバラ・エステート、キャリー・ガーデンズなどがある。

## 地方自治

1916年当時メトロポリタン・バラ・オブ・バタシーにあった地区を表す地図

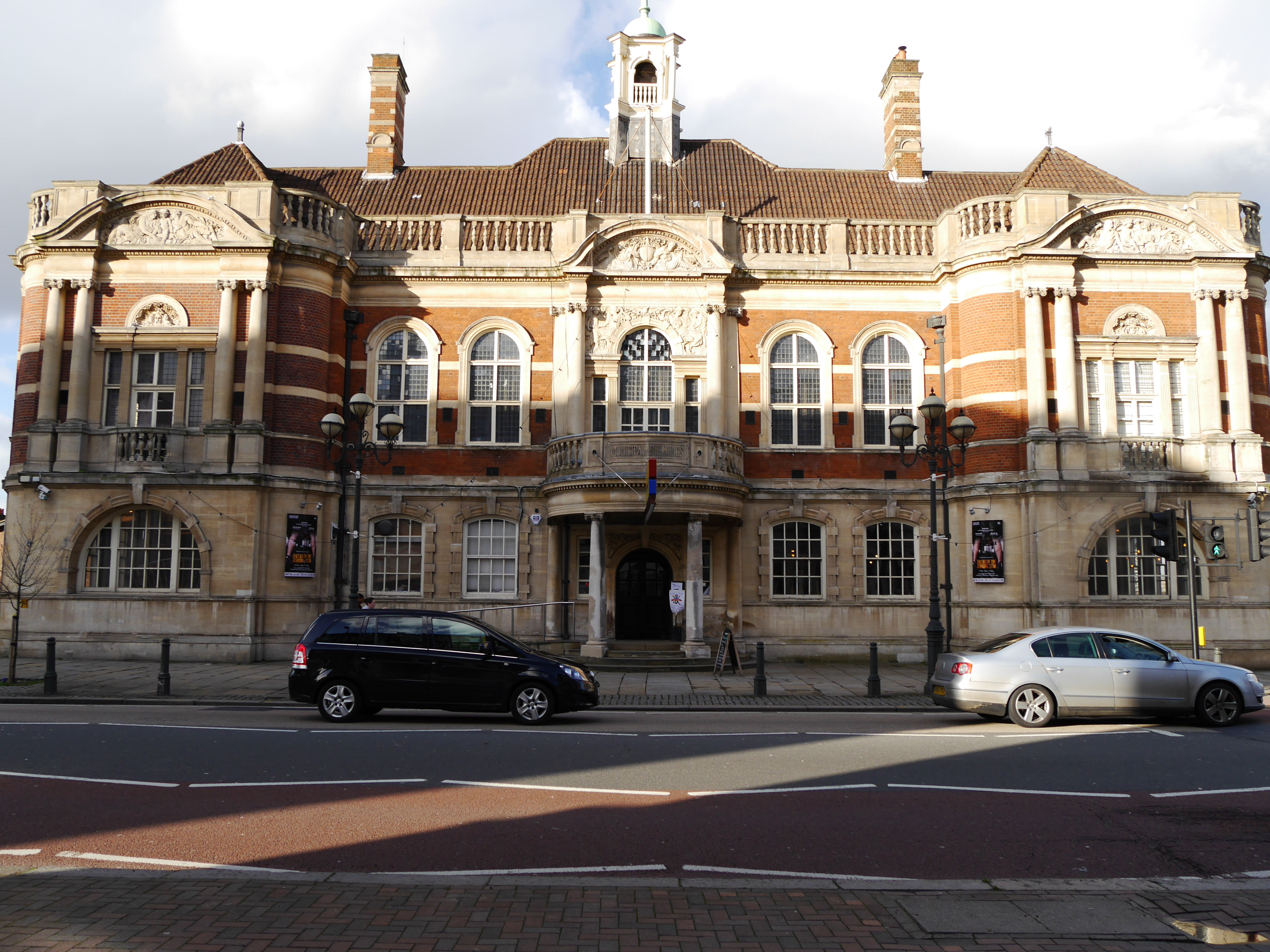
バタシー・アーツ・センター

イングランドの地方政府制度は、伝統的に小教区に基づいていた。19世紀中のロンドンの人口増加はこれに変革を求め、1899年にはメトロポリタン・バラ・オブ・バタシー（バタシー都市バラ）が形成されて、地図に示したような境界線が設けられた。1965年に、このバラは隣接するメトロポリタン・バラ・オブ・ワンズワース（ワンズワース都市バラ）と合併し、現在のワンズワース区が形成された。1893年に開設されたバタシー地区の旧タウン・ホール（都市バラ役場）は、現在ではバタシー・アーツ・センターとして使われている。この建物は、1970年にグレードII* の文化財 (Listed building) に指定されている。
1880年からの数年間、バタシーは、英国の政治的急進派の集まる中心地として知られていた。ジョン・バーンズは、社会民主連盟（英国初の社会主義者による組織政党）の支部をこの地区に作った。また、バタシー北部の民衆に影響された、船舶ドックのストライキ後には、バタシー都市バラの代表として、新しく作られたロンドン・カウンティ・カウンシルの議員にバーンズが選出されている。1893年には、バーンズは自身の役職を拡大し、バタシー北選挙区選出の国会議員として、独立労働党で初めて当選した議員の1人となった。
バタシーが急進的だとの評判は、1904年のブラウン・ドッグ事件で高まることになる。この年、全英動物実験反対協会は、生体解剖で殺された犬たちを弔うための噴水式水飲み器を建設する許可を得ようとした。茶色い犬を象った像の、台座となる噴水は、ラッチミア・レクリエーショナル・グラウンド（英: The Latchmere Recreational Grounds）の近くに設置されたが、その後有名な裁判事件となり、生体解剖に関わった医学生たちと地元住民の間で、1910年の像撤去まで暴動や対立が続いた。
このバラでは、1913年にジョン・アーチャーが市長に選出され、初めての黒人区長 (Mayor) となった。また1922年にはムンバイ出身のグレートブリテン共産党員、シャプルジ・サクラトヴァラがバタシー地区選手の国会議員となったが、彼は当時の議会で2人しかいなかった共産主義者の国会議員だった。
バタシーは現在、ワンズワース区内の5区域に分割されている。バタシー選挙区 (Battersea constituency) 選出の庶民院議員は、2010年5月6日以来保守党のジェーン・エリソンが務めていたが、2017年イギリス総選挙にて労働党のマーシャ・デ・コルドバが当選を果たし、現職を務めている。
2008年には、新しいアメリカ大使館がナイン・エルムズに建設されると発表された。新大使館は現在建設中で、メイフェアにある現存の大使館は後に高級ホテルに作り替えられる予定であると報じられている。

## 地理

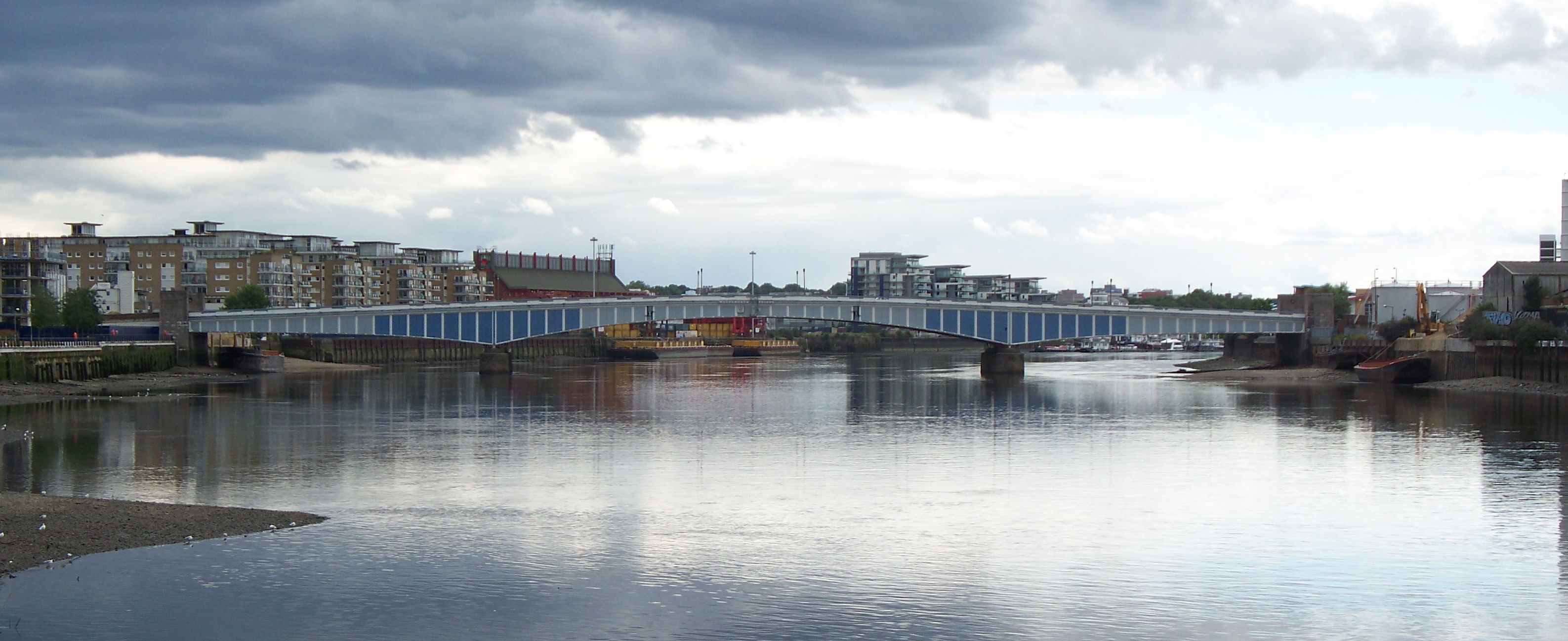
ワンズワース橋

バタシーはテムズ川南岸にある、ロンドン・ワンズワース区の一地区である。四角と三角が組み合わさった形をしたこの地区は、テムズ川が北側の境界線となっている。川はまず北東へ流れ、それから東行し、北へ流れてシティ・オブ・ウェストミンスターを通過する。地区の北東角は、ウェストミンスター宮殿から南へ1マイル (1.6 km)の位置にある。南西の境界はワンズワース橋で規定されている。また地区は、北東角から3マイル (4.8 km)・北西角から2マイル (3.2 km)の位置から、南に向けて次第に細くなる。地区の東側にはランベスとストックウェル、南側にはカンバーウェルとストレタム、南東にはクラパム、西側にはワンズワースがある。

## 犯罪
バタシーの一部は、かつて薬物問題に揺れる街として知られていた。ウィンスタンリーやヨーク・ロードにある区営住宅はこれらの悪評を後押しする形になっていたが、一帯は2007年に「薬物徹底排除地区」（英: a zero-tolerance "drug exclusion zone"）に追加された。

## 人口統計
2001年時点での地区の人口は87,877人、2011年時点での人口は106,709人であった。地区には白人イギリス人 (White British) の出自を持つ住民が52.2% 居住しているが、この数字はワンズワース区全体での平均・53.3%よりやや低い。

## 名所

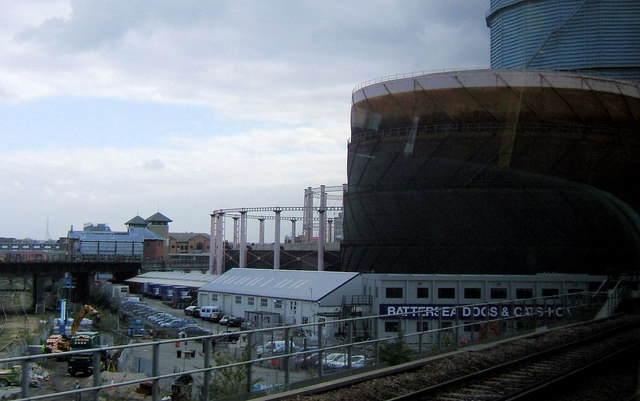
バタシー・ドッグズ・ホーム（Battersea Dogs home、隣接するガス工場も見える）

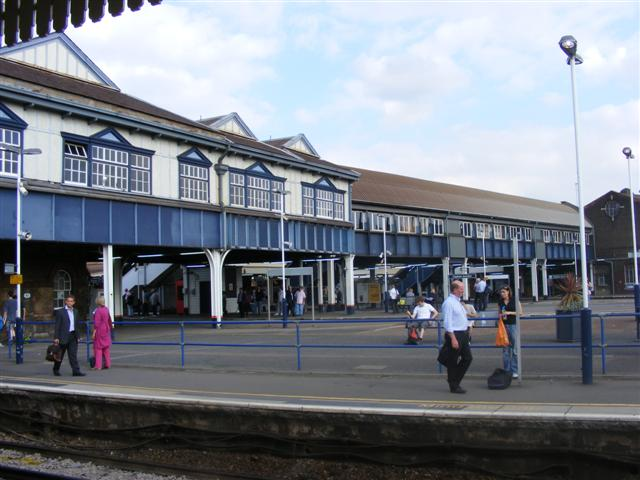
クラパム・ジャンクション駅

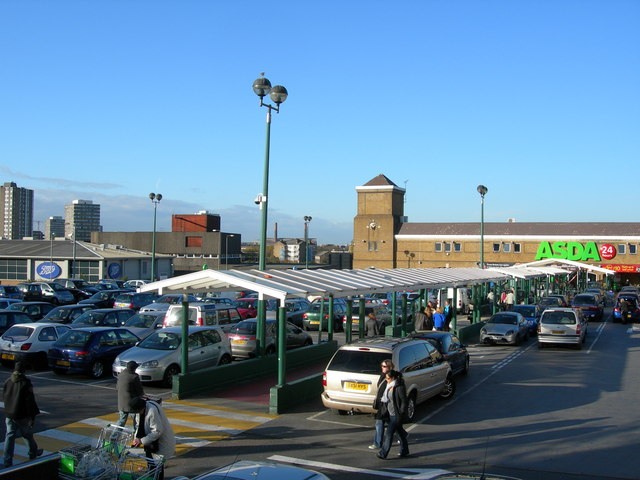
クラパム・ジャンクション駅に隣接し、駅から望むこともできる巨大なアズダのスーパーマーケット

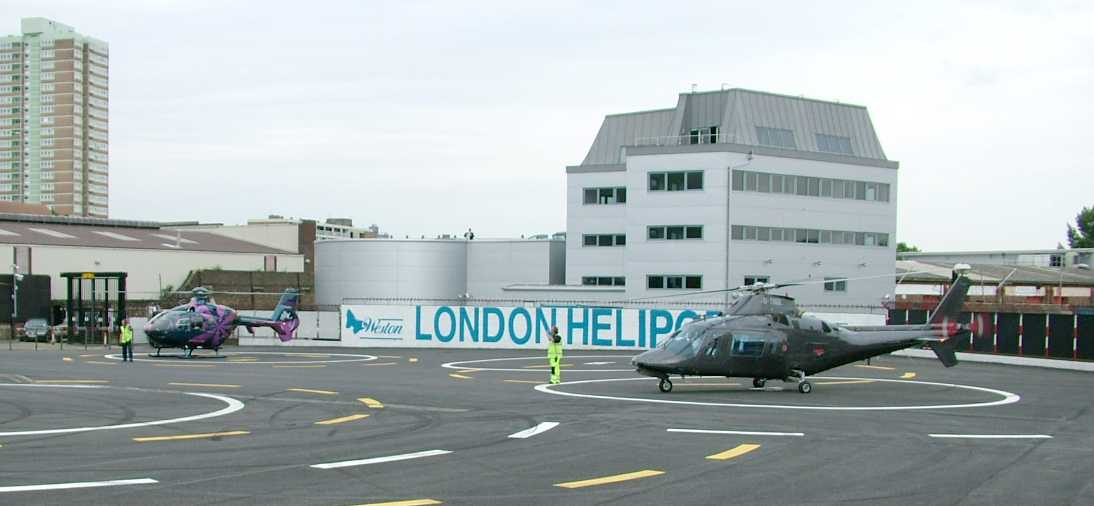
ロンドン・ヘリポート

バタシー地区には以下の名所が存在する。ここでは東から西に列挙する。
ニュー・コヴェント・ガーデン・マーケット
青果を扱う卸売市場で、1974年に以前のコヴェント・ガーデンから移設された。市場自体はバタシーを含むナイン・エルムズに位置する。
バタシー発電所
ジャイルズ・ギルバート・スコットが設計したアイコニックな大建造物。1929年から1939年にかけて建設され、ピンク・フロイドのアルバム『アニマルズ』など、ポップ・カルチャーで数多く用いられている。1980年代後半から再開発計画は何度も持ち上がっているが、その度に失敗し続けてきた。現在の提案は、発電所の閉鎖で現在使われていない建物を、巨大な商業・エンターテインメント複合施設に作り替えるというものである。ケニントンからノーザン線を延長する工事は2020年に完了する予定で、交通アクセスの向上も期待されている。
バタシー・ドッグズ＆キャッツ・ホーム (Battersea Dogs & Cats Home) 
"Temporary Home for Lost and Starving Dogs"（意味：迷い犬・餓死寸前の犬の一時預かり施設）、「バタシー・ドッグズ・ホーム」、現名称と改称されてきた施設。1860年にハロウェイに設立され、1871年にバタシーへ移転してきた。英国で最も有名な、迷い犬の保護施設である。またITV1で放送されている "Paul O'Grady: For the Love of Dogs" (en) のメイン・ロケ地である。
バタシー・パーク
1846年から1864年にかけて、ジェイムズ・ペネソーンが設計した83ヘクタールの緑地公園。1858年に開設され、動物園やロンドン平和パゴダを併設する。
シャフツベリー・パーク・エステート (Shaftesbury Park Estate) 
1,000以上のヴィクトリア朝住宅が現存する保全区域。
バタシー・アーツ・センター (Battersea Arts Centre) 
旧バタシー役場を改装した施設。
ノースコート・ロード (Northcote Road) 
ナッピー・ヴァレーと呼ばれる地区の中心にあり、活気ある地元の商店街。
クラパム・ジャンクション駅
乗り換え客の多さなど、英国で最も忙しい駅の1つとして知られている。駅名はバタシーに隣接するクラパムから取られているが、地理的な中心はバタシーに存在する。
アーディング&ホッブズ (Arding and Hobbs) 
1912年に完成した建物で、現在はデパート・デベナムズが入居している。
アズダ
クラパム・ジャンクション駅に隣接し、24時間営業を行っている巨大なスーパーマーケット。
聖メアリー教会
アメリカ独立戦争時の大陸軍将軍、ベネディクト・アーノルドはここに埋葬されている。設置された4枚のステンドグラスでは、地域にゆかりのある、アーノルド、詩人・画家のウィリアム・ブレイク、植物学者のウィリアム・カーティス、画家のジョゼフ・マロード・ウィリアム・ターナーが賛美されている。
サー・ウォルター・セント・ジョンズ・グラマー・スクール・フォー・ボーイズ (Sir Walter St John's Grammar School for Boys) 
庶民院議員を務めた第3代セント・ジョン準男爵ウォルター (Sir Walter St John, 3rd Baronet) の名前を冠したグラマー・スクールで、1700年に創建された。現在ではトーマスズ・デイ・スクール (Thomas's day school) が建つ。現存する建物の一部は、1859年まで遡ることができる歴史ある建物である。
ロイヤル・アカデミー・オブ・ダンス
複数のスタジオを備えているほか、サリー大学と協力している。
ロンドン・ヘリポート
ロンドンで最も忙しいヘリポートであり、クラパム・ジャンクション駅から半マイル北側のテムズ川沿いに位置する。
プライシズ・キャンドルズ (Price's Candles) 
かつてヨーク・ロードに位置した、英国最大の蝋燭工場。跡地は現在、住居用のフラットに作り替えられている。
ニュートン・プレパラトリー・スクール (Newton Preparatory School) 
エドワード朝の建物に、現代的な増築部を加えた建物。以前はクラパム・カレッジ (Clapham College) 、ノートルダム・スクール（英: Notre Dame School）、レイウッド・ストリート・スクール（英: Raywood Street School）が入居していた。なお、「ノートルダム」とはフランス語読みで、聖母マリアを指す言葉。

## 交通

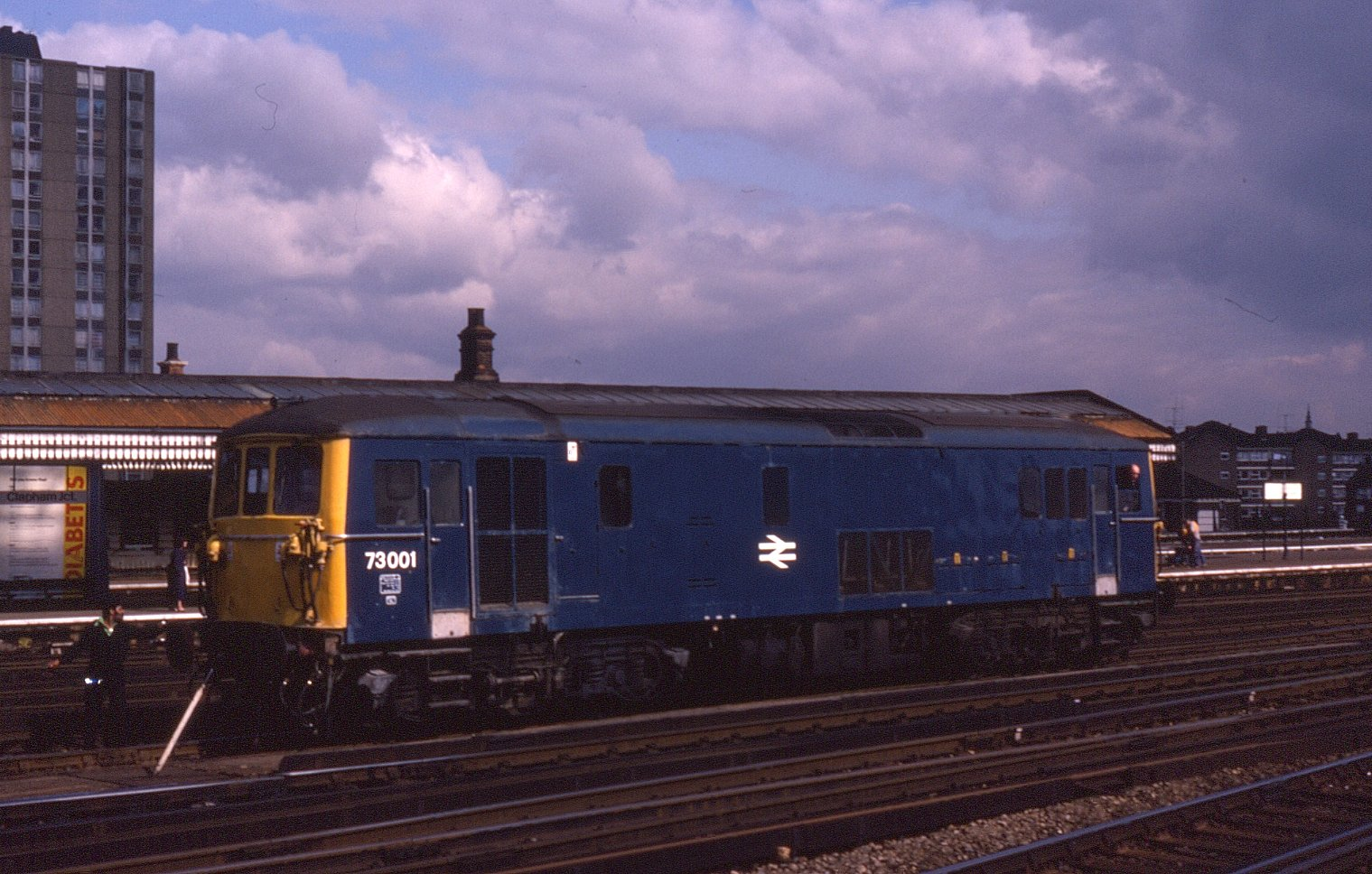
クラパム・ジャンクション駅にて、イギリス国鉄の青塗装の73形機関車（1982年3月13日）

### 鉄道駅
- クラパム・ジャンクション駅
- バタシー・パーク駅（英語版）
- クイーンズタウン・ロード駅（英語版）

### 開業検討中のロンドン地下鉄の駅
- バタシー発電所駅（英語版） - ノーザン線をバタシーまで延伸する計画 (Northern line extension to Battersea) がある。
- クラパム・ジャンクション駅 - バタシーからノーザン線をさらに延伸する提案がある。

### 以前存在した鉄道駅
- バタシー駅（英語版） - 1940年閉鎖
- バタシー・パーク・ロード駅（英語版） - 1916年閉鎖

## ポップ・カルチャーでの利用
バタシーはこの地区で育ったマイケル・デ・ララベッティの本の舞台となっている。小説 "A Rose Beyond the Thames" (en) では、1940年代から1950年代にかけての、バタシーの労働者層が描かれる。「ボリブル」3部作 (The Borrible Trilogy) では空想上のバタシーが舞台となって、「ボリブル」として知られる空想のキャラクターのすみかとされている。
また、この地区はペネロピ・フィッツジェラルドが1979年にブッカー賞を獲得した小説、『テムズ河の人々』の舞台でもある。ネル・ダンが1963年に書いた小説 "Up the Junction" (en) では、クラパム・ジャンクション近くの労働者スラムで、当時どのような生活が営まれていたか描かれている。この作品は、後にテレビドラマ・映画として映像化されている。
1960年代にフランダーズ・アンド・スワンというコメディ・デュオで活躍したマイケル・フランダーズは、しばしば相方のドナルド・スワンがバタシーに住んでいることを笑いものにした。モリッシーは自身の曲 "You're the One for Me, Fatty" (en) の中でバタシーに言及している。ベイビーシャンブルズは、2005年にリリースしたチャリティ・アルバム "Help!: A Day in the Life" (en) に、"Bollywood to Battersea" との曲を収録している。

## ゆかりのある有名人
以下に挙げるのは、この地区にかつて住んでいたり、現在バタシー在住の有名人である。
- ベン・アダムス - バンド『a1』のメンバー
- ジェイムズ・オールドリッジ - 作家
- モニー・ラヴ（英語版） - MC、ラジオパーソナリティー
- L・S・ベヴィントン（英語版） - アナーキストの詩人・エッセイスト、セント・ジョンズ・ヒル（英: St Johns Hill）のクエーカーの家に生まれる
- ロナルド・ビッグズ - 1963年に起きた大列車強盗 (Great Train Robbery) の実行犯
- ジョニー・ブリッグズ（英語版） - 俳優、『コロネーション・ストリート』のマイク・ボールドウィン（英: Mike Baldwin）役で知られる
- キャスリーン・バイロン（英語版） - 女優
- エマ・チェンバーズ（英語版） - 女優、『ヴィカー・オブ・ディブリー（英語版）』[注 8]のアリス役で知られる
- エイドリアン・チャイルズ（英語版） - テレビ司会者
- ブライアン・コックス - BBCでの科学番組司会で知られる物理学者
- コリン・ダグラス（英語版） - 舞台・テレビ俳優
- ネル・ダン（英語版） - 脚本家
- ハワード・イーストマン（英語版）
- クレイグ・イーストモンド - サッカー選手
- フレディ・フォアマン（英語版） - ギャングのクレイ兄弟と共謀していた犯罪者。シープコート・レーン（英: Sheepcote Lane）で生まれた
- ボブ・ゲルドフ[25] - バンド『ブームタウン・ラッツ』のメンバー、歌手、作曲家
- ピクシー・ゲルドフ（英語版） - ボブ・ゲルドフの娘、モデル
- グレアム・グリーン - 作家、脚本家、批評家
- リッチ・ホール（英語版） - コメディアン
- ハリー・ヒル（英語版）[25] - コメディアン
- G・K・チェスタートン - 作家
- サイモン・ル・ボン - バンド『デュラン・デュラン』のボーカル
- ケイティ・リューング - 女優、映画シリーズ『ハリー・ポッター』のチョウ・チャン役で有名
- ケイト・メイバリー（英語版） - 女優
- テリー・マニング（英語版） - 音楽プロデューサー
- ノエル・マッコイ（英語版） - 歌手・作曲家
- バスター・メリーフィールド（英語版） - 俳優、シットコム "Only Fools and Horses" (en) のアルバートおじさん役で有名
- ダニー・ミノーグ[25] - ミュージシャン、カイリー・ミノーグの妹
- ショーン・オケイシー - アイルランド出身の作家
- ジョン・オファレル（英語版） - 作家[26]
- ウィリアム・ヘンリー・ペイジ（英語版） - 歴史学者、"Victoria County History" (en) の編集長
- リック・パーフィット（英語版） - バンド『ステイタス・クォー』のメンバー
- ポリー・ポールズマ（英語版） - ミュージシャン
- マーヴィン・ピーク - 作家、画家、詩人[27]
- ルパート・ペンリー＝ジョーンズ - 俳優
- クッキー・クルー（英語版） - "MC Remedee" ことデビー・プライスと "Susie Q" ことスーザン・バンフィールドが結成したラップ・デュオ[注 9]
- ゴードン・ラムゼイ - シェフ
- ジョエリー・リチャードソン - 女優
- J・K・ローリング[25] - 『ハリー・ポッターシリーズ』で知られる作家
- グレグ・ルーゼドスキー - テニス選手
- ジョン・スコット（英語版） - イギリス学士院フェローの社会学者
- ピーター・セラフィノヴィッチ（英語版） - コメディアン
- ジョージ・シアリング - ジャズ・ピアニスト
- エド・シーラン - ミュージシャン
- ティモシー・スポール[28] - 俳優
- ヘンリー・シンジョン (初代ボリングブルック子爵)
- ドナルド・スワン（英語版） - コメディ・デュオ『フランダーズ・アンド・スワン（英語版）』のメンバー、ミュージシャン
- ガブリエル・トムソン - シットコム『マイ・ファミリー』の出演者、俳優
- ジーン・バーカー (トランピントン女男爵)（英語版） - 貴族院議員
- ヴィヴィアン・ウエストウッド - ファッションデザイナー
- ウィリアム・ウィルバーフォース - 奴隷制度廃止運動に尽力した人物
- エドワード・エイドリアン・ウィルソン（英語版） - 物理学者、極地探検家 (en) 、自然歴史学者、画家、鳥類学者
- ボブ・マーリー - レゲエアーティスト